# More London

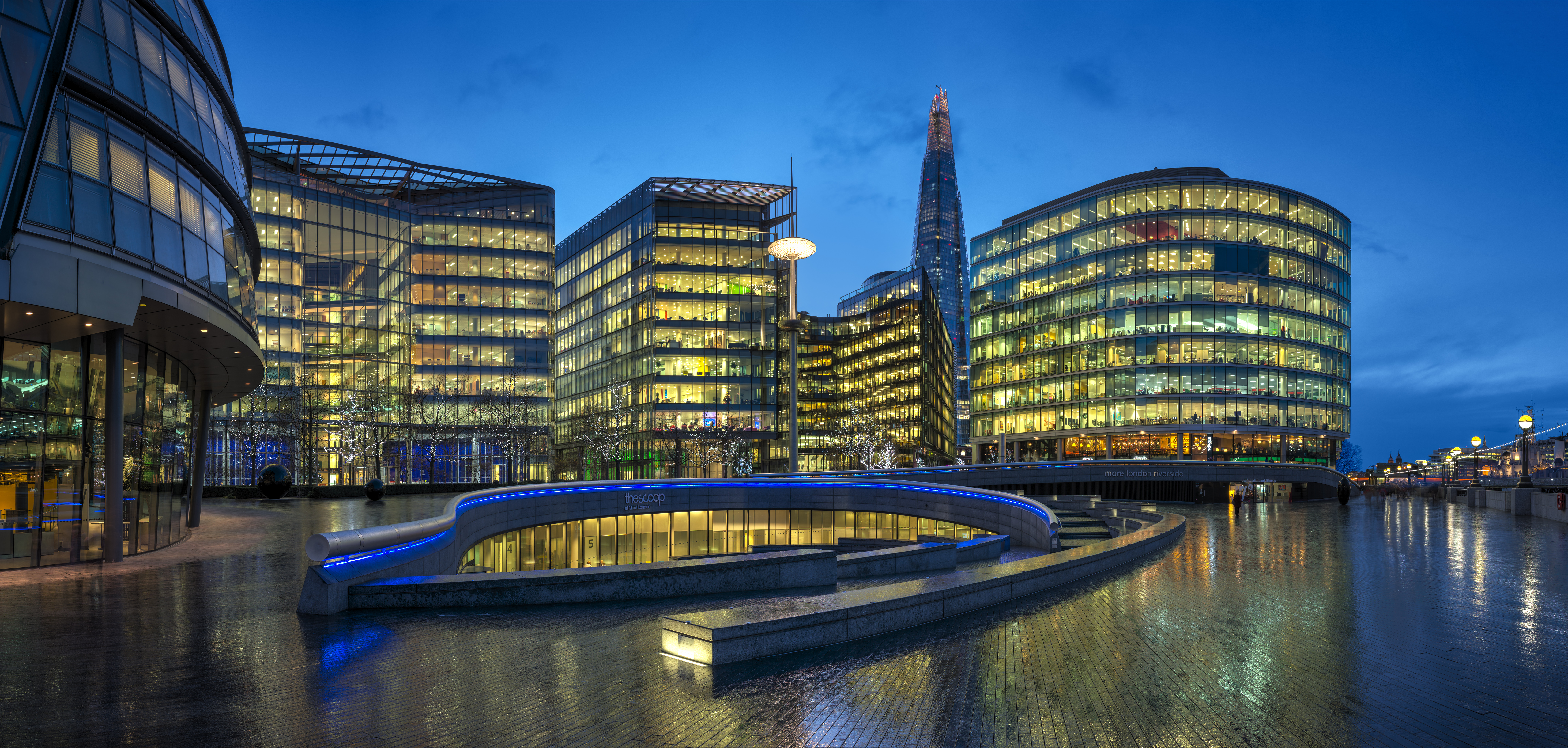
More London.

More London est un quartier de la ville de Londres. Il se situe sur la rive sud de la Tamise, au sud-ouest de Tower Bridge, en face de la tour de Londres.
Les bâtiments de cette ancienne zones d'activité sont modernes, à l'image de l'hôtel de ville de Londres, ils abritent plusieurs sièges sociaux, comme celui de Ernst & Young ou de PricewaterhouseCoopers.